# Zacazonapan
Zacazonapan é uma cidade do estado do México, no México.